# Owl (satélite)
Owl fue un proyecto del ejército de los Estados Unidos consistente en la puesta en órbita de dos satélites artificiales para investigar diferentes fenómenos a alta y baja altitud, entre ellos el fenómeno de las auroras polares. Los dos satélites fueron construidos por la Universidad Rice y fueron lanzados a finales de 1968. Fueron puestos en órbitas similares, con una alta inclinación orbital, alturas de entre 930 y 1100 km y líneas de nodo coincidentes pero antiparalelas.